# HD 92036
HD 92036，又名CD-26 8033，SAO 179041、HR 4162，是一颗恒星，视星等为4.89，位于銀經269.64，銀緯26.65，其B1900.0坐标为赤經10h 32m 32s，赤緯-26° 26.65′ 40″。